# Centro Cultural Jerusalém
O Centro Cultural Jerusalém (CCJ), localizado num terreno anexo da Catedral Mundial da Fé no bairro Del Castilho da cidade brasileira do Rio de Janeiro, abriga a exposição permanente da 2ª maquete de Jerusalém da época do segundo Templo construída no mundo. Além da maquete, os visitantes também encontram outras exposições, eventos e atrações como o cyber café e loja de souvenirs. O Centro Cultural Jerusalém foi inaugurado em maio de 2008 pela Igreja Universal do Reino de Deus. O CCJ é também um ponto turístico oficial do Estado do Rio de Janeiro, pela Lei Estadual n° 5.375 de 2009.